# Định dạng báo viết

Một tờ nhật báo Thụy Điển ở định dạng báo khổ lớn năm 1980.

Định dạng báo viết có sự khác biệt về cơ bản, với những định dạng khác nhau phổ biến hơn ở các quốc gia khác nhau. Kích cỡ định dạng báo là khổ giấy mà khi đem in có thể thay đổi đáng kể tùy thuộc vào tờ báo.
Tại một số quốc gia, định dạng cụ thể có liên kết với loại báo cụ thể; ví dụ, ở Vương quốc Anh, có sự phân biệt giữa "báo khổ nhỏ" và "báo khổ lớn" nhằm đề cập đến chất lượng nội dung của tờ báo, bắt nguồn từ việc các tờ báo phổ biến hơn sử dụng định dạng báo khổ nhỏ; do đó gọi là "báo lá cải".

## Xu hướng khổ báo
Trong một xu hướng gần đây, nhiều tờ báo đã trải qua cái gọi là "cắt giảm cuộn giấy lớn",  theo đó thì người ta cho thiết kế lại ấn phẩm để in bằng cách sử dụng cuộn giấy nhỏ hơn (và ít tốn kém hơn). Qua các ví dụ cực đoan, một số tờ báo khổ lớn gần như bị giới hạn như dạng báo khổ nhỏ truyền thống.

## Kích thước và tỷ lệ khung hình
- Báo khổ lớn 749 mm × 597 mm (29,5 in × 23,5 in) (tỷ lệ khung hình 1,255)
- Nordisch 570 mm × 400 mm (22 in × 16 in) (tỷ lệ khung hình 1,425)
- Rhenish khoảng 520 mm × 350 mm (20 in × 14 in) (tỷ lệ khung hình 1,486)
- Thụy Sĩ (Neue Zürcher Zeitung) 475 mm × 320 mm (18,7 in × 12,6 in) (tỷ lệ khung hình 1,484)
- Báo khổ vừa 470 mm × 315 mm (18,5 in × 12,4 in) (tỷ lệ khung hình 1,492)
  - Trong giai đoạn khổ vừa, khu vực in của tờ The Guardian là 443 mm × 287 mm (17,4 in × 11,3 in) (tỷ lệ khung hình 1,544).[3]
- Báo khổ nhỏ 430 mm × 280 mm (17 in × 11 in) (tỷ lệ khung hình 1,536)
- Demitab (nửa lá cải) 200 mm × 270 mm (8 in × 10,5 in) tỷ lệ khung hình 1,3125. "Định dạng tạp chí", mặc dù nhiều tạp chí lớn hơn. Đây là khổ giấy được tờ The Economist sử dụng.

### So sánh với ISO 216 (1,414)
- A2 594 mm × 420 mm (23,4 in × 16,5 in)
- B3 500 mm × 353 mm (19,7 in × 13,9 in)
- C3 458 mm × 324 mm (18,0 in × 12,8 in)
- A3 420 mm × 297 mm (16,5 in × 11,7 in)
- A4 297 mm × 210 mm (11,7 in × 8,3 in)